# Elasmopus brasiliensis
Elasmopus brasiliensis is een vlokreeftensoort uit de familie van de Maeridae. De wetenschappelijke naam van de soort is voor het eerst geldig gepubliceerd in 1855 door Dana.